# الأعصاب الحشوية الصدرية
الأعصاب الحشوية الصدرية هي أعصاب حشوية تنشأ من الجذع الودي في الصدر وتمتد إلى الأسفل لتزود البطن بالإمداد الودي. تحتوي الأعصاب على ألياف ودية سابقة عقدية وألياف واردة حشوية عامة.

## الأعصاب
هناك ثلاثة أعصاب حشوية صدرية رئيسية.
| اسم                 | جذور الأعصاب الشوكية | العقد العصبية                 | بناء | وظيفة |
| ------------------- | -------------------- | ----------------------------- | --- | --- |
| العصب الحشوي الكبير | T5–T9                | T5–T9 T5–T10                  | يمر العصب الحشوي الكبير عبر الحجاب الحاجز ويدخل تجويف البطن. تتشابك أليافه مع العقد اللمفاوية البطنية. يساهم العصب في الضفيرة اللمفاوية البطنية، وهي شبكة من الأعصاب تقع بالقرب من المكان الذي يتفرع فيه الجذع اللمفي من الشريان الأورطي البطني. | ينظم العصب الحشوي الكبير نشاط الجهاز العصبي المعوي في مقدمة الأمعاء. فهو يحفز انقباض الأوعية الدموية الحشوية، مما يرفع ضغط الدم. كما يوفر تعصيبًا وديًا لنخاع الغدة الكظرية، مما يحفز إطلاق الكاتيكولامين. وقد يوفر تعصيبًا حسيًا للبنكرياس. |
| العصب الحشوي الصغير | T9–T12               | T9–T12 T9–T10 T10–T12 T10 T11 | يمتد العصب الحشوي الصغير إلى الأسفل، جانبيًا نحو العصب الحشوي الكبير. تتشابك أليافه مع نظيراتها بعد العقدية في العقدة المساريقية العلوية، أو في العقدة الأبهرية الكلوية.                                                                          | ينظم العصب الحشوي الصغير نشاط الجهاز العصبي المعوي في الأمعاء الوسطى. |
| العصب الحشوي الأصغر | T12                  | T12–L2 T11–T12                | ينتقل العصب الحشوي الأصغر إلى البطن من الناحية الوسطى إلى الجذع الودي. وتتشابك أليافه في الضفيرة الكلوية. | |

## صور إضافية

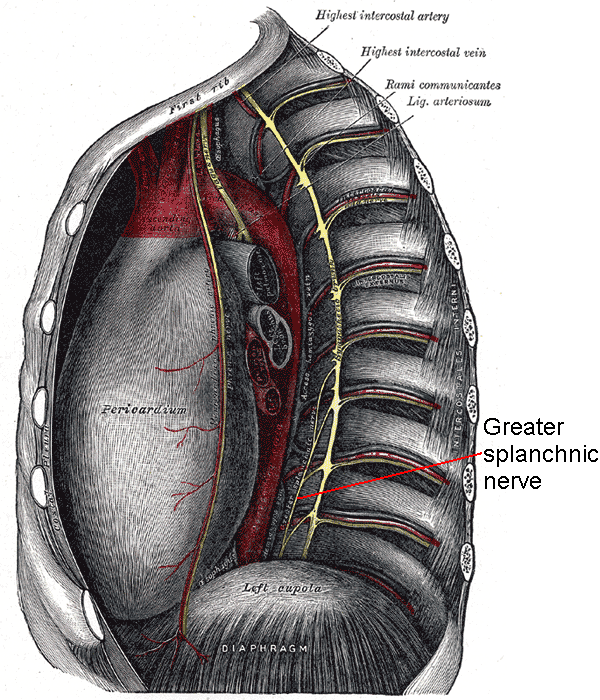
العصب الحشوي الكبير، يظهر في التجويف الصدري من الجانب الأيسر.
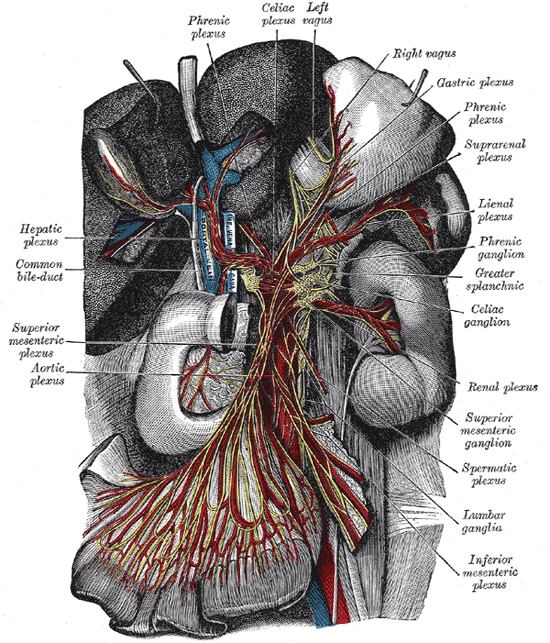
العقد اللمفاوية البطنية مع الضفائر الودية للأحشاء البطنية التي تشع من العقد.
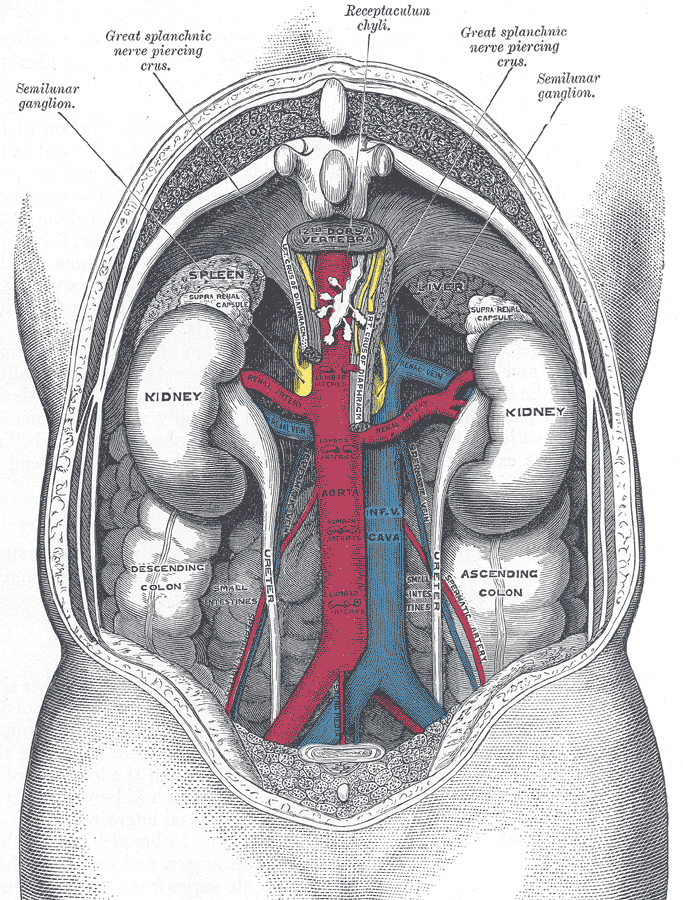
علاقات الأحشاء والأوعية الكبيرة في البطن. من الخلف، تظهر الفقرة الصدرية الأخيرة مرتفعةً بشكلٍ جيد.
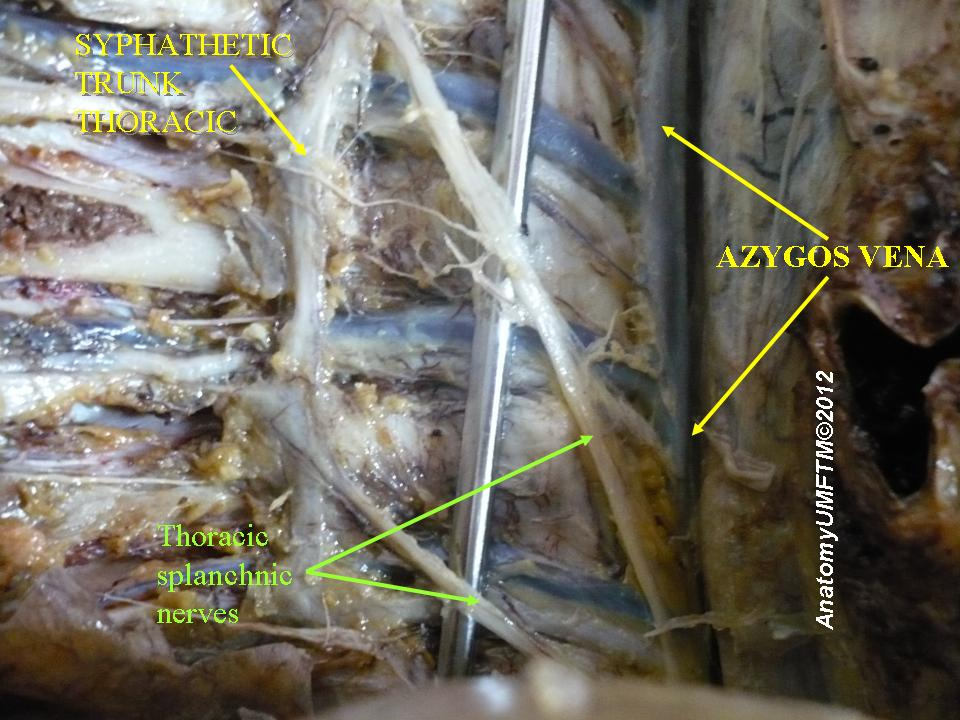
الأعصاب الحشوية الصدرية

## روابط خارجية
- [http://ect.downstate.edu/courseware/haonline/figs/l21/210407

.htm شكل تشريحي: 21:04-07
] على موقع مركز سوني دونستات الطبي (تشريح بشري عبر الإنترنت). – "The position of the right and left vagus nerves, and sympathetic trunks in the mediastinum."
- [http://ect.downstate.edu/courseware/haonline/labs/l40/100102

.htm صور تشريحية:40:10-0102
] في مركز داونستيت الطبي التابع لجامعة نيويورك – "Posterior Abdominal Wall: The Celiac Plexus"
- تشريح دارتموث figures/chapter_30/30-4.HTM
- تشريح دارتموث figures/chapter_32/32-6.HTM